# Fammi morire
Fammi morire è un singolo dei cantautore italiano Olly e del produttore discografico italiano Jvli, pubblicato il 28 ottobre 2022 come decimo estratto dall'album in studio collaborativo Gira, il mondo gira.

## Descrizione
Il brano, scritto da entrambi gli artisti, è prodotto da Julien Boverod, in arte Jvli.

## Video musicale
Il video musicale, diretto da Tommaso Bordonaro, è stato pubblicato in concomitanza all'uscita del singolo attraverso il canale YouTube di Olly.

## Tracce
Testi e musiche di Federico Olivieri e Julien Boverod.
1. Fammi morire – 2:08